# Kościół Wniebowzięcia Najświętszej Maryi Panny w Miorach
Kościół Wniebowzięcia Najświętszej Maryi Panny w Miorach – kościół parafialny w Miorach.

## Historia
Murowany kościół zbudowano w latach 1905-1907 w miejscu drewnianej świątyni z XVII w. 
Po wyjeździe z Mior ks. Ryszarda Stohandla w 1951 roku Sowieci zamknęli kościół i zamienili na skład zboża. Zwrócili go wiernym w 1956, kiedy do parafii przybył ks. Jan Grabowski. Wyremontował on kościół i ponownie poświęcił w uroczystość Zwiastowania Pańskiego, 25 marca 1957 roku.
Z ofiar wiernych w 1994 r. ustawiono przy kościele rzeźbę Nienarodzonym Dzieciom autorstwa Aleksandra Drańca, a w 1998 r. monumentalną rzeźbę Matki Bożej Ratującej Tonących.
12 listopada 2005 roku parafię odwiedził arcybiskup częstochowski ks. Stanisław Nowak, który uroczyście wniósł do kościoła przywiezione z Częstochowy relikwie św. Jozafata Kuncewicza i odprawił Mszę Świętą.

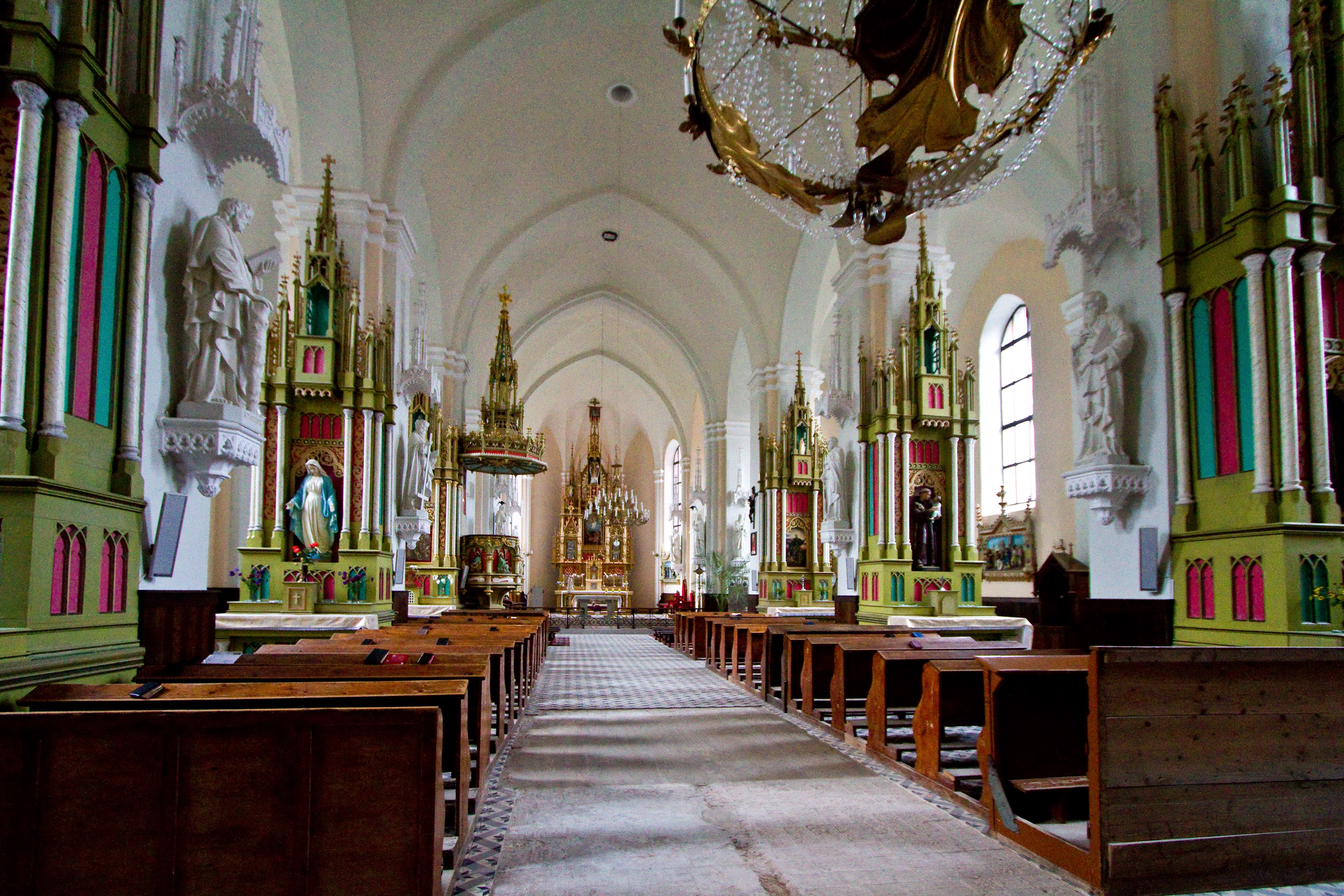
Wnętrze świątyni

2 września 2008 roku odsłonięto przy kościele pomnik św. Jana Pawła II ufundowany przez stowarzyszenie Międzynarodowy Motocyklowy Rajd Katyński. Pomnik poświęcił biskup witebski ks. Władysław Blin.

## Architektura
Kościół wybudowano z czerwonej cegły w stylu neogotyckim. Jest to świątynia trójnawowa z pięciobocznym prezbiterium. Od strony południowej do świątyni przylega zakrystia. Fasadę kościoła zdobią dwie trójkondygnacyjne wieże nakryte spiczastymi dachami. Ozdobą fasady jest także portal, rozeta i ostrołukowe nisze. Ściany wzmocnione schodkowanymi szkarpami. Wystrój wnętrza neogotycki. Na uwagę zasługuje polichromowany ołtarz boczny, ambona i rzeźbiona chrzcielnica. Na ścianie kościoła umieszczona jest tablica erekcyja z portretami: papieża Piusa X, arcybiskupa wileńskiego Edwarda von Roppa i ks. Józefa Borodzicza oraz epitafium Kornelii z Orłów Borodziczowej, matki ks. Borodzicza. Na zewnętrznych ścianach kościoła wmurowano epitafia książąt Światopełk Mirskich, właścicieli pobliskiego majątku Kamieńpol. 
W kościele znajdują się obrazy Matki Bożej Różańcowej i Józefa z Dzieciątkiem (pocz. XIX w.), Matki Bożej Częstochowskiej (1878) oraz drewniana rzeźba Ukrzyżowania (XIX w.). 